# Hjalmar Bergström
Hjalmar Bergström, född 19 januari 1907 i Holmsund, död 30 mars 2000 i Umeå, var en svensk längdåkare som tävlade för Sandviks IK under 1920-talet och 1930-talet. 
Bergström deltog i två världsmästerskap och ett olympiskt spel. Vid VM 1929 i Zakopane blev det brons på 18 kilometer och en sjätte plats på 50 kilometer. Bergströms främsta placeringar är från VM 1933 i Innsbruck där han var med i det svenska stafettlag som vann guld. Individuellt blev han silvermedaljör på 18 kilometer och bronsmedaljör på 50 kilometer.
Bergströms enda OS-start var vid vinterolympiaden 1936 där han slutade på en fjärde plats på 50 kilometer.
Bergström blev svensk mästare på 50 km 1932 och på 30 km 1936. 